# Teddy Tahu Rhodes
Pour les articles homonymes, voir Rhodes (homonymie).
Teddy Tahu Rhodes (né le 30 août 1966 à Christchurch) est un chanteur d'opéra néo-zélandais, baryton. Sa mère est Britannique et son père Néo-Zélandais. Le mot « Tahu » — qui signifie « allumer le feu » en maori — est un ajout au nom de la famille devenu traditionnel chez les Rhodes (établis en Nouvelle-Zélande depuis le milieu du XIXe siècle), même si Teddy Tahu Rhodes lui-même n'a pas d'ascendants maoris directs.